# Суворовка (Благовіщенський район)
Суво́ровка (рос. Суворовка) — село у складі Благовіщенського району Алтайського краю, Росія. Адміністративний центр Суворовської сільської ради.

## Населення
Населення — 554 особи (2010; 597 у 2002).
Національний склад (станом на 2002 рік):
- росіяни — 91 %